# Орибо сир Сјањ
Орибо сир Сјањ (фр. Auribeau-sur-Siagne) је насељено место у Француској у региону Прованса-Алпи-Азурна обала, у департману Приморски Алпи.
По подацима из 2011. године у општини је живело 3035 становника, а густина насељености је износила 553,83 становника/km².

## Демографија
| 1962. | 1968. | 1975. | 1982. | 1990. | 1999. | 2006. | 2011. |
| ----- | ----- | ----- | ----- | ----- | ----- | ----- | ----- |
| 767   | 767   | 950   | 1.154 | 2.072 | 2.612 | 2.694 | 3.035 |